# Port Talbot Town Football Club
Il Port Talbot Town Football Club (gal. Clwb Pêl-droed Tref Port Talbot) è una società calcistica gallese con sede nella città di Port Talbot. Gioca le proprie gare casalinghe al Victoria Road, stadio che può ospitare 6000 spettatori.

## Storia
La squadra è stata fondata durante la Seconda guerra mondiale con il nome di Port Talbot Athletic, anche se le origini si possono far risalire al 1901. 
La squadra venne promossa in League of Wales nel 2000, e cambio nome in Port Talbot Town nel 2001. 
La principale rivale del Port Talbot è l'Afan Lido; i due club, situati a meno di mezzo miglio di distanza da loro, danno vita ad una rivalità tra le più sentite del Galles del Sud.
Grazie al terzo posto nella stagione 2009-2010, il Port Talbot ha partecipato per la prima e unica volta alla UEFA Europa League, venendo eliminato al primo turno dai finlandesi del TPS Turku (3-1/4-0).
La più larga vittoria in Welsh Premier League è il 7-0 contro il Elements Cefn Druids il 16 febbraio 2010.

## Rosa 2015-2016
| N. |                        | Ruolo | Calciatore      |
| -- | ---------------------- | ----- | --------------- |
| 1  | Sudafrica (bandiera)   | P     | Steve Cann      |
| 2  | Galles (bandiera)      | D     | Craig Jones     |
| 3  | Galles (bandiera)      | D     | James Parry     |
| 4  | Inghilterra (bandiera) | C     | Paul Fowler     |
| 5  | Inghilterra (bandiera) | D     | Alan Tate       |
| 6  | Galles (bandiera)      | C     | Joe Clarke      |
| 7  | Galles (bandiera)      | D     | Chris Jones     |
| 8  | Galles (bandiera)      | C     | Liam McCreesh   |
| 9  | Inghilterra (bandiera) | A     | Martin Rose     |
| 10 | Galles (bandiera)      | A     | Luke Bowen      |
| 11 | Galles (bandiera)      | A     | James Loveridge |
| 12 | Galles (bandiera)      | C     | Kurtis March    |
| 13 | Galles (bandiera)      | P     | Conah McFenton  |

| N. |                        | Ruolo | Calciatore         |
| -- | ---------------------- | ----- | ------------------ |
| 14 | Galles (bandiera)      | D     | Dave Vincent       |
| 15 | Galles (bandiera)      | D     | Joesph Jones       |
| 16 | Galles (bandiera)      | C     | Jonathan Hood      |
| 17 | Galles (bandiera)      | C     | Jamie Latham       |
| 18 | Galles (bandiera)      | C     | Kieran Williams    |
| 19 | Galles (bandiera)      | C     | Nikki Parvin       |
| 20 | Galles (bandiera)      | A     | Jordan Langley     |
| 21 | Galles (bandiera)      | D     | Luke De-Vulgt      |
| 22 | Galles (bandiera)      | D     | Matthew Long       |
| 23 | Galles (bandiera)      | A     | James Hartson      |
| 25 | Galles (bandiera)      | D     | Matthew Birdsley   |
| -  | Galles (bandiera)      | A     | Ryan Kostromin     |
| -  | Inghilterra (bandiera) | A     | Kostya Georgievsky |

## Statistiche e record

### Statistiche nelle competizioni UEFA
Tabella aggiornata alla fine della stagione 2018-2019.
| Competizione                  | Partecipazioni | G | V | N | P | RF | RS |
| ----------------------------- | -------------- | - | - | - | - | -- | -- |
| Coppa UEFA/UEFA Europa League | 1              | 2 | 0 | 0 | 2 | 1  | 7  |

### Risultati nelle competizioni UEFA per club

#### UEFA Europa League
| Stagione  | Torneo             | Turno                | Nazione              | Club      | Andata | Ritorno | Totale |
| --------- | ------------------ | -------------------- | -------------------- | --------- | ------ | ------- | ------ |
| 2010-2011 | UEFA Europa League | 1º turno preliminare | Finlandia (bandiera) | TPS Turku | 0-4    | 1-3     | 1-7    |

## Palmarès

### Competizioni nazionali
- Welsh Football League Division Two: 2

1956-1957, 1961-1962

### Altri piazzamenti
- Welsh Premier League:

Terzo posto: 2009-2010
- Coppa di Lega gallese:

Finalista: 2005-2006
Semifinalista: 2004-2005, 2009-2010, 2014-2015
- FAW Premier Cup:

Semifinalista: 2006-2007